# Ваља Тарнеј (Бихор)
Ваља Тарнеј (рум. Valea Târnei) насеље је у Румунији у округу Бихор у општини Шинтеу. Oпштина се налази на надморској висини од 661 m.

## Становништво
Према подацима из 2011. године у насељу је живело 485 становника.